# Callianthe torrendii
Callianthe torrendii är en malvaväxtart som först beskrevs av Honorio da Costa Monteiro, och fick sitt nu gällande namn av Donnell. Callianthe torrendii ingår i släktet Callianthe och familjen malvaväxter. Inga underarter finns listade i Catalogue of Life.